# ブラック嫁によろしく!
『ブラック嫁によろしく!』（ブラックよめによろしく）は、赤衣丸歩郎による日本の漫画作品。『月刊ドラゴンエイジ』（富士見書房→KADOKAWA）にて、2013年8月号より連載。

## 登場人物
日名田 信太（ひなた しんた）
本作の主人公。男子高校生。
闇野 闇子（やみな やみこ）
死神の少女。信太を自分の嫁にしようとする。
恵布宮 まひる（えふみや まひる）
信太の幼馴染の女子高校生。

## 書誌情報
- 赤衣丸歩郎『ブラック嫁によろしく!』KADOKAWA〈ドラゴンコミックスエイジ〉、既刊1巻（2013年12月9日現在）
  1. 2013年12月9日発売[2]、ISBN 978-4-04-712961-0